# Le Revest-les-Eaux

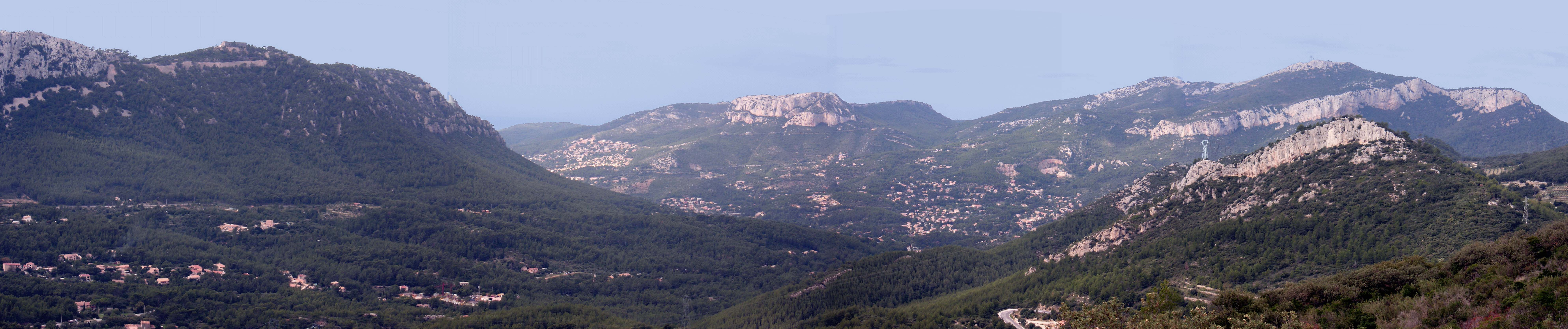
Vista tra il monte Coudon e il monte Faron

Le Revest-les-Eaux è un comune francese di 3 773 abitanti situato nel dipartimento del Var della regione della Provenza-Alpi-Costa Azzurra.

## Società

### Evoluzione demografica
Abitanti censiti